# Paju (Estonia)
Paju è un villaggio estone facente parte del comune di Tõlliste nella Valgamaa nell'Estonia meridionale, a 6 km dall'omonima città (Valga), vicino al confine con la Lettonia. Ha una popolazione di 80 abitanti (ultimo sondaggio del 2011) e si estende su una superficie di 9341 km quadrati. È stato fondato nel 1748 quando fu costruito il maniero cittadino che dal 1960 ospita una casa di cura.

## La Battaglia di Paju
La sua notorietà si deve alla Guerra di indipendenza estone (parte della Guerra civile russa) combattuta tra il 1918 e il 1920 subito dopo la fine della prima guerra mondiale. Qui infatti il 31 gennaio 1919 fu combattuta appunto la Battaglia di Paju: le truppe indipendentiste estoni aiutate dai volontari finlandesi inflissero una pesante sconfitta alle truppe bolsceviche russe dell'Armata Rossa a loro volta aiutate dalle truppe bolsceviche della Repubblica Socialista Sovietica Lettone mandando in rotta i loro reparti. La Battaglia di Paju fu una delle più decisive di tutta la guerra estone poiché da qui in poi l'esercito bolscevico russo (già impegnato in molti altri fronti contro l'Armata Bianca e non solo) non avrà più la forza di minacciare seriamente la nascente Estonia e già a maggio le truppe estoni riusciranno a ricacciare gli invasori fuori dai confini nazionali fino a inseguirli quasi fino a Pietrogrado.
Oggi a ricordo della battaglia è presente un memoriale, inaugurato il 31 gennaio 1994 per l'anniversario dell'evento.